# Angaeus
Angaeus là một chi nhện trong họ Thomisidae.